# Uroptychus remotispinatus
Uroptychus remotispinatus is een tienpotigensoort uit de familie van de Chirostylidae. De wetenschappelijke naam van de soort is voor het eerst geldig gepubliceerd in 1979 door Baba & Tirmizi.